# دهستان رزق‌آباد

دهستان رزق آباد

رزق‌آباد نام دهستانی در بخش فرح‌دشت شهرستان کاشمر در استان خراسان رضوی است، مرکز این دهستان روستای رزق‌آباد است.

## روستاها
- رزق‌آباد
- عارف‌آباد
- قوچ‌پلنگ
- کاژغونه